# Sjöwall & Wahlöö
Sjöwall en Wahlöö is de naam waaronder het Zweedse schrijversechtpaar Maj Sjöwall en Per Wahlöö een boekenreeks van tien maatschappijkritische misdaadromans publiceerde tussen 1965 en 1975. De serie vormde een breuk met traditionele detectives, omdat voor het eerst het genre gebruikt werd om het functioneren van de politie en de maatschappij aan de orde te stellen.
De beide journalisten ontmoetten elkaar in 1961 bij een uitgeverij, gingen samenwonen in 1962, kregen twee zonen (Tetz en Jens) en besloten een serie detectives te schrijven met een doel: aantonen dat ook in de door sociaaldemocratische regeringen opgebouwde Zweedse welvaartsstaat misdaad en onrecht welig tierden. Sjöwall en Wahlöö waren actieve marxisten en tegen het eind van de serie overwegen enkele hoofdrolspelers lid te worden van de communistische partij.
Voordat ze zich toelegden op het schrijven waren de echtgenoten werkzaam als journalist en vertaler. Ze vertaalden onder meer werk van de Amerikaan Evan Hunter, die onder de naam Ed McBain tientallen detectives schreef. Bij hem bespeurden ze een zekere sleur; voor hen een reden om vooraf te besluiten hun eigen serie te beperken tot tien boeken. Bovendien overleed Wahlöö in 1975. Sjöwall bleef schrijven, maar was hoofdzakelijk weer actief als vertaler van misdaadromans. In 2020 overleed ook Sjöwall.

## Personages

### Martin Beck
De hoofdpersoon is Martin Beck, inspecteur en later commissaris bij de Zweedse rijksmoordbrigade. Beck is een nuchtere antiheld: hij doet zijn werk en ondergaat lijdzaam de beslissingen van hogergeplaatsten, zonder zich er echter al te veel van aan te trekken. Een intelligente speurder, die goed kan luisteren en analyseren en een meester in het afnemen van verhoren. Hij heeft een hekel aan politiek, slaapt slecht en heeft vaak last van zijn maag. Zijn grootste passie is het lezen van boeken over zeeslagen. Beck is geen stoere held, maar kan wel opmerkelijk snel en geruisloos een kamer binnenkomen. Op het politiebureau steunt hij graag met een elleboog op een archiefkast, niet ver van de deur.

### Lennart Kollberg
Zijn voornaamste collega en beste vriend is Lennart Kollberg. Deze is gelukkig getrouwd en houdt van vrijen en lekker eten. Kollberg is een doortastende rechercheur en geeft de voorkeur aan stevig met de vuist op de deur bonken boven rustig aanbellen. Verder draagt hij uit principe geen vuurwapen.

### Gunvald Larsson
Gunvald Larsson is een buitenbeentje: een voormalige officier op de koopvaardijvloot, afkomstig uit de hogere kringen. Hij is vrijgezel en gaat gekleed in maatkostuums, die verschillende keren onherstelbare schade oplopen. Vanwege zijn eigengereide, vaak bruuske optreden – bij ondervraging van verdachten zitten zijn handen soms wat los – is hij niet populair onder collega's. Zijn werkwijze blijkt echter vaak wel effectief te zijn. Hij kan gezien worden als een tegenpool van Beck: zo redt hij in De brandweerauto die verdween met gevaar voor eigen leven enkele mensen uit een brandend huis. Tegen het einde van de reeks groeien Beck en Larsson wel dichter naar elkaar toe en weten ze elkaar meer en meer te respecteren. Dit komt vooral tot uiting in het laatste boek van de reeks: De terroristen.

### Anderen
Enkele andere personages: Einar Rönn, een flegmatieke Laplander en de beste vriend van Larsson, Per Månsson, de specialist in huiszoekingen uit Malmö, Åsa Torell, Fredrik Melander, die altijd op het toilet zit als men hem nodig heeft en erom bekendstaat dat hij nooit iets vergeet, Gunnar Ahlberg, de ambitieuze Benny Skacke, die nogal eens voor gevaarlijke situaties zorgt, Becks superieur Stig Malm, een man met politieke ambities die uitsluitend in clichés praat ("hiervan mag niets uitlekken") en de enigszins sullige agenten Kristiansson en Kvant, die voor hun surveillanceronde bij voorkeur een rustige buurt kiezen en op de meest ongelegen momenten een bal gehakt staan te eten.

## Boeken
De ondertitel van elk boek en daarmee de overkoepelende titel van de serie is Roman om ett brott (Roman over een misdrijf). De tien boeken zijn afzonderlijk te lezen maar vormen samen duidelijk een geheel. De personages ontwikkelen zich gedurende de serie (Martin Beck zal bijvoorbeeld scheiden van zijn vrouw) en er zijn enkele running gags, terugkerende grapjes.
De eerste drie boeken zijn nog redelijk traditionele crimi's, met nadruk op degelijk speurwerk. In de latere delen wordt steeds meer maatschappijkritiek geuit. Wahlöö heeft in een interview verklaard dat die geleidelijke overgang vooropgezet was. Al doende werd een nieuw subgenre gecreëerd binnen de detectives: dat van de sociaal-realistische misdaadroman.
De schrijvers hadden oog voor detail en verrichtten veel vooronderzoek voor hun werk. De boeken kenmerken zich door treffende en originele beschrijvingen van sfeer en karakters. Ondanks de doorgaans langdurige en moeizaam vooruitkomende onderzoeken, is de plot altijd spannend.
De serie is in circa 25 talen vertaald, waaronder het Nederlands. In veel landen verschijnen geregeld herdrukken.
1. De vrouw in het Götakanaal (Roseanna, 1965), over een mysterieuze vrouw wier lichaam in een kanaal wordt gevonden.
2. De man die in rook opging (Mannen som gick upp i rök, 1966), over een journalist die tijdens een bezoek aan Hongarije verdwijnt.
3. De man op het balkon (Mannen på balkongen, 1967), over een kindermoordenaar.
4. De lachende politieman (Den skrattande polisen, 1968), over een massamoord in een stadsbus.
5. De brandweerauto die verdween (Brandbilen som försvann, 1969), over een merkwaardige brand in een woonhuis.
6. De man die even wilde afrekenen (Polis, polis, potatismos!, 1970), over de moord op een semi-malafide grootindustrieel.
7. De verschrikkelijke man uit Säffle (Den vedervärdige mannen från Säffle, 1971), over de moord op een politie-inspecteur met sadistische trekken.
8. De gesloten kamer (Det slutna rummet, 1972), waarin Martin Beck de moord op een man in een gesloten kamer moet oplossen, naast een serie bankovervallen.
9. De politiemoordenaar (Polismördaren, 1974), over de verdwijning van een vrouw en de moord op een politieman - die met elkaar te maken lijken te hebben.
10. De terroristen (Terroristerna, 1975), over een bankoverval, een moord, en het bezoek van een Amerikaanse senator aan Stockholm. Het dikste boek uit de serie, vaak als slechtste beoordeeld vanwege de langdradige en afleidende politieke verhandelingen.

## Verfilmingen
Alle boeken zijn inmiddels verfilmd, De vrouw in het Götakanaal zelfs twee keer. Na een aantal Zweedse, Amerikaanse en Duitse films werden in 1993 de overige boeken voor televisie bewerkt door de Zweedse publieke omroep SVT, in coproductie met Duitse omroepen. In deze films speelde Gösta Ekman de hoofdrol. Daarna kroop Jan Decleir nog in Becks huid in een Nederlands-Belgische film. Vanaf 1997 maakte de Zweedse TV een nieuwe serie over Martin Beck met Peter Haber in de hoofdrol, deze verhalen waren niet meer op de boeken gebaseerd en diverse vaste personages werden hierin weggelaten.
- Roseanna (1967, met Keve Hjelm als Martin Beck)
- The Laughing Policeman (1973, met Walter Matthau als Jake Martin, alias Martin Beck), een Amerikaanse film door Stuart Rosenberg, die speelt in San Francisco in plaats van Stockholm
- Mannen på taket (1976, met Carl-Gustaf Lindstedt als Martin Beck)
- The man who went up in smoke (1980, met Derek Jacobi als Martin Beck), Duits-Zweeds-Hongaarse film
- Martin Beck, (1993, met Gösta Ekman als Martin Beck), Zweedse televisieserie, op dvd verschenen als 'Beck: De boekverfilmingen'
  - Roseanna (1993)
  - Brandbilen som försvann (1993)
  - Polis polis potatismos (1993)
  - Mannen på balkongen (1993)
  - Polismördaren (1994)
  - Stockholm Marathon (1994) (naar De terroristen)
- Beck - De gesloten kamer (1993, met Jan Decleir als Martin Beck), Nederlands-Belgische film door Jacob Bijl, die speelt in Antwerpen
- Beck (1997 met Peter Haber als Martin Beck), serie Zweedse televisiefilms, niet meer op de boeken gebaseerd.

## Hoorspel
In 1975/76 werden de Martin Beck-boeken in Nederland voor de VARA als hoorspel bewerkt, onder de titel Moordbrigade Stockholm. Martin Beck werd hierin gespeeld door Jan Borkus. Deze hoorspelen werden herhaald in 1987.